# Rekem (Lanaken)
Rekem (fr. Reckheim-le-Dépôt, niem. Reckheim, lim. Raekem) – dzielnica (deelgemeente) gminy Lanaken w Belgii, w Regionie Flamandzkim, w prowincji Limburgia, w okręgu Tongeren. 1 stycznia 2020 roku liczyła 4492 mieszkańców. Do 31 grudnia 1976 samodzielna gmina. 

## Demografia
Liczba mieszkańców, stan na 1 stycznia:
| Rok                | 1930 | 1947 | 1961 | 2020 |
| ------------------ | ---- | ---- | ---- | ---- |
| Liczba mieszkańców | 2149 | 2706 | 3432 | 4492 |